# Комптон, Спенсер, граф Уилмингтон
Спе́нсер Ко́мптон, граф Уи́лмингтон (англ. Spencer Compton, 1st Earl of Wilmington; около 1674 — 2 июля 1743) — британский государственный деятель, член партии вигов, член правительства, начиная с 1715 года и до своей смерти. Номинально в 1742—1743 годах являлся премьер-министром Великобритании, при этом реально руководил страной Джон Картерет, глава Тайного совета.

## Биография
Спенсер Комптон был третьим сыном от второго брака Джеймса Комптона, 3-го графа Нортгемптона. Образование получил в школе святого Павла в Лондоне и в Тринити Колледже в Оксфорде. Впервые попал в палату общин в 1698 году.
Несмотря на то, что его семья принадлежала к высшему эшелону партии Тори, Комптон стал членом партии вигов после ссоры со своим братом. В парламенте он быстро проявил себя и стал соратником Роберта Уолпола, дружба с которым продолжалась более сорока лет.
В январе 1742 года он сменил Уолпола на постах первого лорда казначейства и премьер-министра, хотя фактически руководил правительством Джон Картерет. Здоровье Спенсера Комптона к тому времени пошатнулось и некоторые решения принимались без его ведома. Он оставался в должности до самой своей смерти и умер неженатым и не оставив завещания — вследствие этого все его титулы никто так и не унаследовал.
Похоронен в родовом имении Compton Wynyates в Уорикшире.